# Walter Corbett
Walter "Watty" Samuel Corbett (Telford and Wrekin, 26 de novembro de 1880 - 23 de novembro de 1960) foi um futebolista inglês que competiu nos Jogos Olímpicos de 1908 sendo campeão olimpico.
Walter Corbett pela Seleção Britânica de Futebol conquistou a medalha de ouro em 1908. .